# Жлобниця
Жлобниця (пол. Żłobnica) — село в Польщі, у гміні Клещув Белхатовського повіту Лодзинського воєводства.
Населення — 409 осіб (2011).
У 1975—1998 роках село належало до Пйотрковського воєводства.

## Демографія
Демографічна структура станом на 31 березня 2011 року:
|          | Загалом | Допрацездатний вік | Працездатний вік | Постпрацездатний вік |
| -------- | ------- | ------------------ | ---------------- | -------------------- |
| Чоловіки | 212     | 46                 | 144              | 22                   |
| Жінки    | 197     | 47                 | 117              | 33                   |
| Разом    | 409     | 93                 | 261              | 55                   |

## Економіка
У селі розміщено польський підрозділ української компанії «Завод Кобзаренка». Який виробляє причіпну сільськогосподарську техніку як для польського, так й експортних ринків.